# ديمتري بيكوف
ديمتري بيكوف (بالروسية: Дмитрий Вячеславович Быков)‏ هو لاعب هوكي الجليد روسي، ولد في 5 مايو 1977 في إيجيفسك في روسيا.

## وصلات خارجية
- ديمتري بيكوف على موقع دوري الهوكي الوطني (الإنجليزية)
- ديمتري بيكوف على موقع قاعة مشاهير الهوكي (لاعب أن.إتش.أل) (الإنجليزية)
- ديمتري بيكوف على موقع EliteProspects.com (الإنجليزية)
- ديمتري بيكوف على موقع Eurohockey.com (الإنجليزية)
- ديمتري بيكوف على موقع HockeyDB.com (الإنجليزية)
- ديمتري بيكوف على موقع Hockey-Reference.com (الإنجليزية)